# Pittersberg (Ebermannsdorf)
Pittersberg ist ein Gemeindeteil von Ebermannsdorf im Oberpfälzer Landkreis Amberg-Sulzbach, etwa 15 km südöstlich von Amberg in der Region Oberpfalz-Nord.

## Einwohner
Das Pfarrdorf hatte 390 Einwohner (davon waren 210 männlich und 180 weiblich, Stand Juni 2003). Die umliegenden Orte Arling, Niederarling, Au, Breitenbrunn, Herflucht und Wiegental hatten zusammen rund 125 Einwohner. Das ehedem vorwiegend bäuerlich strukturierte Dorf entwickelte sich zu einem Ort, in dem es alteingesessene landwirtschaftliche Betriebe und die neu entstandene Wohnsiedlung am Pflanzbergweg gibt. Während sich Pittersberg einerseits räumlich ausdehnte, hat es andererseits Einbußen an öffentlichen, gewerblichen und gesellschaftlichen Einrichtungen hinnehmen müssen.

## Verkehr
Die Bundesstraße 85 umgeht Pittersberg im Nordosten. Die Kreisstraße AS 24 verläuft durch Pittersberg.

## Geschichte

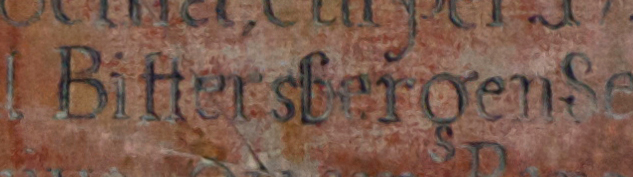
Die Nennung von „Bittersbergen“ auf dem Epitaph des Johann Baptist Ostler

Den 517 Meter hohen Pittersberg, der die hügelige Landschaft zwischen Naab und Vils weithin sichtbar überragt, nannten die Leute früher den „bitteren Berg“. Wichtige Handelsstraßen, vor allem zum Transport von Salz, wie die von Norden über Amberg und Schwandorf nach Süden sowie von Paris im Westen über Nürnberg bis Prag im Osten führten schon im frühen Mittelalter über „den Berg“.
Im Jahr 1868 wies das Topographisch-statistische Handbuch des Königreichs Bayern für die zehn Ortschaften der Gemeinde Pittersberg zusammen 638 Einwohner und 163 Gebäude aus, davon eine Kirche, die katholische Pfarrkirche St. Nikolaus, und eine Schule im Gemeindeteil Pittersberg. Die Kirche ist unter dem Zeichen D-3-71-118-9 in die Denkmalliste des Freistaates Bayern eingetragen und zählt zur Pfarrei Theuern im Dekanat Amberg-Ensdorf. Kirchenpatron ist der hl. Nikolaus von Myra.
| Ortsteil                       | Einwohner | Gebäude |
| ------------------------------ | --------- | ------- |
| Au mit Frauenloh und Herflucht | 68        | 24      |
| Distlach                       | 19        | 3       |
| Distlhof                       | 2         | 2       |
| Freihöls                       | 105       | 26      |
| Kreith                         | 196       | 45      |
| Niederarling                   | 17        | 4       |
| Pittersberg                    | 226       | 58      |
| Weiherhäusl                    | 5         | 1       |

1945/46 wurden Teile der Gemeinde Breitenbrunn im Landkreis Burglengenfeld nach Pittersberg eingemeindet.
Am 1. April 1971 wurde Pittersberg zusammen mit Diebis nach Ebermannsdorf eingemeindet. Die Gemeindeteile Kreith und Distlhof und das Gebiet der Öde Distlach wurden im Rahmen der Gebietsreform 1972 abgetrennt und der Stadt Schwandorf, der Gemeindeteil Freihöls der neu gebildeten Gemeinde Fensterbach im Landkreis Schwandorf zugeschlagen.
In den Jahren 2000 und 2003 wurde Pittersberg zweimal Kreissieger beim Wettbewerb Unser Dorf hat Zukunft und erreichte auf Bezirksebene jeweils Bronze.